# Blythe (Georgia)
Blythe – miasto w Stanach Zjednoczonych, w stanie Georgia, w hrabstwie Richmond.